# Свинка Свинка (Американская история ужасов)
«Свинка Свинка» (англ. «Piggy Piggy») — шестой эпизод первого сезона американского телесериала «Американская история ужасов», премьера которого состоялась 9 ноября 2011 года на телеканале FX. Сценарий был написан продюсером Джессикой Шарзер, а режиссёром выступил Майкл Аппендаль. Эпизод имеет рейтинг TV-MA (LV).
Эпизод «Свинка Свинка» был номинирован на «Прайм-таймовую премию «Эмми»» в номинации «Лучшее редактирование звука для Мини-сериала, Кино или Специального», а также «Лучшее микширование звука для Мини-сериала или Кино».
В этом эпизоде Бен (Дилан Макдермотт) помогает новому пациенту, который верит в городскую легенду о существе Свиное рыло, приходящее на зов перед зеркалом. Констанс (Джессика Лэнг) просит помощи у Вайолет (Таисса Фармига) для Тейта (Эван Питерс). Эрик Стоунстрит сыграл в эпизоде пациента Деррика в качестве приглашенного актера.

## Сюжет эпизода

### 1994 год
Тейт (Эван Питерс) приходит в школу, где расстреливает всех, кто попадается ему на пути. Группа подростков, находившихся в библиотеке, прячутся при его приходе. Безжалостно он убивает всех. Полиция врывается в Дом-убийцу, где тогда жили Лэнгдоны. Констанс (Джессика Лэнг) пытается их остановить. Они наводят прицелы на Тейта, и тот жестом показывает пистолет, который подводит к виску. Он хватается за настоящий пистолет, за что его расстреливают.

### 2011 год
Вайолет (Таисса Фармига) ищет в интернете информацию об убийствах в школе Вестфилд. В списке жертв она узнает подростков, которых видела на Хэллоуин. Она находит информацию, что Тейт (Эван Питерс) убил их, а вскоре после этого умер. В шоке Вайолет зовет маму, но ее нет дома. На кухне ее ждет Констанс (Джессика Лэнг), которая догадалась о том, что узнала девочка. Она решает познакомить Вайолет с известным медиумом Билли Дин Ховард (Сара Полсон), чтобы убедить ее в существовании призраков. Билли Дин говорит, что Вайолет должна принять существование призраков. Она называет Тейта заблудшей душой. Констанс признается, что отправила его на сеансы к Бену, чтобы он помог ему разобраться в себе. Вайолет не верит в это. Затем бабушка Вайолет общается с ней через медиума. Девушка уходит, стукнув дверью.
Вивьен (Конни Бриттон) снится кошмар о своем ребенке. Она вызывает Люка (Моррис Честнат), чтобы тот осмотрел дом. Вивьен рассказывает, что прогнала своего мужа из-за его неверности. Люк хорошо понимает ее, у его жены была любовница. Приходит Бен, которому Люк рассказывает о пропаже Хейден (Кейт Мара). Вивьен хочет прогнать своего мужа, но ему нужно проводить сеансы в доме, чтобы заработать деньги. Вивьен выражает отвращения к Бену (Дилан Макдермотт) и говорит, что они будут вместе воспитывать детей, но друзьями не станут. Вайолет фантазирует о суициде. За ее спиной на мгновение появляется Тейт, который спрашивает, боится ли она его.
Бен принимает своего пациента Деррика (Эрик Стоунстрит), который до такой степени боится так называемых городских легенд, что не может спать. Его младшие братья в детстве заставляли слушать эти страшилки. Он рассказывает Бену историю о Свином Рыле. Свиное Рыло был мясником, живущим в конце позапрошлого века в Чикаго. Перед каждым забоем свиньи он надевал маску, чтобы животные считали его за своего. Однажды он поскользнулся и упал, свиньи разорвали его на части. Одной части так и не нашли. Ходили слухи, что он начал появляться своим клиентам в ванной, страшный, худой и в маске свиньи. Поговаривают, если трижды позвать Свиное Рыло перед зеркалом, то он появится и убьет того, кто призвал его. Бен отпускает своего пациента и перед этим просит его посмотреть в зеркало дома. Вайолет входит в кабинет и винит в себя в разводе родителей. Бен обнимает ее, обещая, что все будет хорошо.
Констанс приносит Вивьен потроха, которые полезны для ребенка, и просит Мойру (Фрэнсис Конрой) приготовить их. Горничная во время этого говорит, что Бена нельзя прощать. Бен заставляет Деррика «призвать» Свиное Рыло в ванной. Он дважды повторяет речь, а затем отодвигает шторку душа и видит там призрак Глэдис. Он кричит в ужасе, Бен пытается его успокоить. Вивьен делают процедуру, способную выявить болезни ребенка, Бен поддерживает жену. Вайолет просит извинения у Лии за то, что она испугала ее. У девушки после этого началась бессонница, и она погрузилась в религию. Она дает Вайолет таблетки от бессонницы. Затем она посещает мемориал усопшим в библиотеке. Библиотекарь, ставший инвалидом после перестрелки, рассказывает ей подробности. Вайолет пытается расспросить его о Тейте, но он не знает о нем ничего.
Вивьен хочет уволить Мойру из-за финансовых трудностей, но женщина соглашается работать бесплатно. Она подает Вивьен сырой мозг, который принесла Констанс. Вивьен полностью съедает его. Вайолет приходит домой, и кто-то ведет ее в подвал. Там ее пугает половина призраков дома. В ее комнате начинает играть музыка, а на стене написано «Я люблю тебя». Она наглатывается таблеток. Тейт относит ее в ванную, где пытается спасти. Деррик познакомился с девушкой, но боится, что она бросит его из-за странностей. Бен убеждает, что ничего страшного не произойдет, если он трижды позовет Свиное Рыло, глядя в зеркало. Вивьен находит доктора (Ив Гордон), которая упала в обморок во время ультразвукового исследования. Она уволилась из больницы и ушла в религию. Доктор утверждает, что тогда увидела самого дьявола, но Вивьен считает ее сумасшедшей.
Деррик все же произносит те самые слова трижды. Тут его застреливает грабитель, который прятался в душе. Констанс говорит с душой Эдли (Джейми Брюэр) через Билли Дин. Она просит прощения у дочери, говорит, что любила ее и считала красавицей. Эдли прощает мать и благодарит за то, что не стала узницей дома. Там Эдли узнала о Тейте и теперь боится его. Тейт признается Вайолет в любви и говорит, что готов уйти, если она захочет. Вайолет просит Тейта лечь рядом с ней и обнимает его.

## Отзывы критиков
Карисса Павлика с сайта TV Fanatic дала эпизоду 4,7 из 5 баллов, говоря: «У меня нет ни малейшего представления о том, что происходит в «Американской истории ужасов», и я люблю каждую его минуту». Джеймс Куалли из The Star-Ledger сказал: «Свинка Свинка» содержит более хорошо, чем плохо».
Во время премьерной трансляции эпизода «Свинка Свинка» на американском телевидении его просмотрело 2,83 миллиона зрителей, и эпизод получил долю 1,6 в категории зрителей от 18 до 49 лет.

## Награды и номинации
| Год  | Номинируемая работа | Номинация                                                                    | Результат |
| ---- | ------------------- | ---------------------------------------------------------------------------- | --------- |
| 2012 | «Свинка Свинка»     | «Лучшее редактирование звука для Мини-сериала, Кино или Специального» (Эмми) | Номинация |
| 2012 | «Свинка Свинка»     | «Лучшее микширование звука для Мини-сериала или Кино» (Эмми)                 | Номинация |